# San Fratello
San Fratello (en gallo-italique San Frareau) est une commune italienne de la province de Messine, dans la région Sicile.

## Administration
| Période                                  | Période | Identité | Étiquette | Qualité |
| ---------------------------------------- | ------- | -------- | --------- | ------- |
|                                          |         |          |           |         |
| Les données manquantes sont à compléter. |         |          |           |         |

### Communes limitrophes
Acquedolci, Caronia, Cesarò, Militello Rosmarino, Sant'Agata di Militello

## Personnalités
- saint Benoît le More (1526-1589)